# Jan C. Behmann
Jan C. Behmann (* 1985 in Hannover) ist ein deutscher Autor, Verleger, Journalist und Unternehmer.

## Leben
Nach einer Ausbildung zum Rettungsassistenten und Tätigkeit im Rettungsdienst gründete Behmann die Firma Medicteach für Kurse zu Erste Hilfe und Arbeitssicherheit. Seit 2006 schreibt er Fachartikel, unter anderem in der Zeitschrift Rettungsdienst. Seit 2010 ist er Autor und Herausgeber für Sachbücher im Bereich Erste Hilfe und Arbeitssicherheit. Er ist Verfasser eines DGUV-zugelassenen Lehrwerks für Erste Hilfe, welches seit Frühjahr 2022 auch in englischer Sprache vorliegt. Von 2013 bis 2017 schrieb er für das Rettungs-Magazin. Seit 2017 schreibt er für die Wochenzeitung Der Freitag. Er ist regelmäßiger Autor der Glosse A-Z. Von 2019 bis 2020 betreute er den Freitag-Fragebogen „Der Kommunismus ist…?“. Seine Freitag-Glossen erschienen 2020 in seinem eigenen Verlag. Im Winter 2021 legte er erfolgreich seine Ergänzungsprüfung zum Notfallsanitäter ab.
Im Jahr 2022 legte Behmann mit seinem eigenen Verlag, der edition:behmann, sein erstes Verlagsprogramm vor. Heide Sommer lektorierte seinen Roman Reitmayr machte immer alles mit links. 2024 rief er mit seiner Firma das Christopher-Bulle-Stipendium aus, welches seitdem jährlich an eine künstlerisch tätige Person vergeben wird.

## Veröffentlichungen
- Reuter und die ewige Verbundenheit. Roman, edition:behmann, Mühlheim am Main 2025, ISBN 978-3911273022.
- mit Bernd W. Böttiger: Richtig handeln beim Herzstillstand – Warum sofortige Reanimation so wichtig ist: Prüfen – Rufen – Drücken, Springer Nature Verlag, Heidelberg 2025, ISBN 978-3662705445.
- Reuter. Ein rettendes Drama. Hörbuch gelesen vom Autor, edition:behmann/BookRix, Mühlheim am Main 2025, ISBN 978-3-911273-03-9.
- Erste-Hilfe-Lehrwerk. 5. Auflage. edition:behmann, Mühlheim am Main 2025, ISBN 978-3-00-056371-3.
- Jede Ansicht eine Einsicht, Bildband, edition:behmann, Mühlheim am Main 2025, ISBN 978-3-9825841-4-0.
- Glossen, nachts um halb drei, Glossen II, edition:behmann, Mühlheim am Main 2025, ISBN 978-3-9825841-6-4.
- Denn kein Text ist je genug. Artikel, Essays und Interviews aus den Jahren 2017-2024. 1. Auflage, edition:behmann, Mühlheim am Main 2024, ISBN 978-3-9824174-8-6.
- First Aid Guide. 4. Auflage, edition:behmann, Mühlheim am Main 2024, ISBN 978-3-9824174-1-7.
- Reitmayr machte immer alles mit links. Hörbuch gelesen vom Autor, edition:behmann/BookRix, Mühlheim am Main 2023, ISBN 978-3-911273-02-2.
- Im Licht des vergessenen Zustands. Hörbuch gelesen vom Autor, edition:behmann/BookRix, Mühlheim am Main 2023, ISBN 978-3-911273-12-1.
- Reuter. Ein rettendes Drama. Roman, 2. Auflage, edition:behmann, Mühlheim am Main 2023, ISBN 978-3-9824174-3-1.
- Brandschutzlehrwerk. Relevante Informationen für Brandschutzhelfende nach § 10 ArbSchG und DGUV Information 205-023. edition:behmann, Mühlheim am Main 2023, ISBN 978-3-9824174-4-8.
- Fire Warden Guide. Relevant information for Fire Wardens according § 10 ArbSchG and DGUV information 205-023. edition:behmann, Mühlheim am Main 2023, ISBN 978-3-9824174-2-4.
- Im Licht des vergessenen Zustands. Roman, edition:behmann, Mühlheim am Main 2023, ISBN 978-3-9824174-6-2.
- Reitmayr machte immer alles mit links. Roman, edition:behmann, Mühlheim am Main 2022, ISBN 978-3-9824174-0-0.
- mit Simone Fahrion: Arbeitssicherheit im Bauhof. 5. überarbeitete Auflage. Forum Verlag, Merching 2022, ISBN 978-3-86586-835-0.
- Frohes Neues Irgendwas. Kurzzeiler. 1. Auflage, edition:behmann, Mühlheim am Main, 2021.
- Haltestellenprosa. 3. Auflage. edition:behmann, Mühlheim am Main 2021, ISBN 978-3-00-067838-7.
- Warum muss alles Wichtige, immer ausführlich sein? Kurzzeiler. 1. Auflage, edition:behmann, Mühlheim am Main 2021.
- mit Daniel Schmitz (Hrsg.): Das Notfallhandbuch zum Aushängen. 14. Auflage. Forum Verlag, Merching 2021, ISBN 978-3-96314-428-8.
- Was bedeutet Leben? Glossen I. 2. Auflage. edition:behmann, Mühlheim am Main 2020, ISBN 978-3-00-065315-5.
- mit u. a.: Das 1x1 des Bauhofs. 3. Auflage. Forum Verlag, Merching 2018, ISBN 978-3-96314-060-0.
- Notfälle in der Zahnarztpraxis. Forum Verlag, Merching 2016 (DVD), ISBN 978-3-86586-695-0.
- Praxisbegehungen. Forum Verlag, Merching 2016 (DVD), ISBN 978-3-86586-748-3.
- Unterweisung direkt. Forum Verlag, Merching 2014, ISBN 978-3-86586-494-9.
- mit u. a.: Pocketguide Ärztlicher Bereitschaftsdienst und Notdienst. Forum Verlag, Merching 2014, ISBN 978-3-86586-406-2.
- Notfälle in der Praxis. Forum Verlag, Merching 2010 (DVD)